# Carl Christian von Weizsäcker

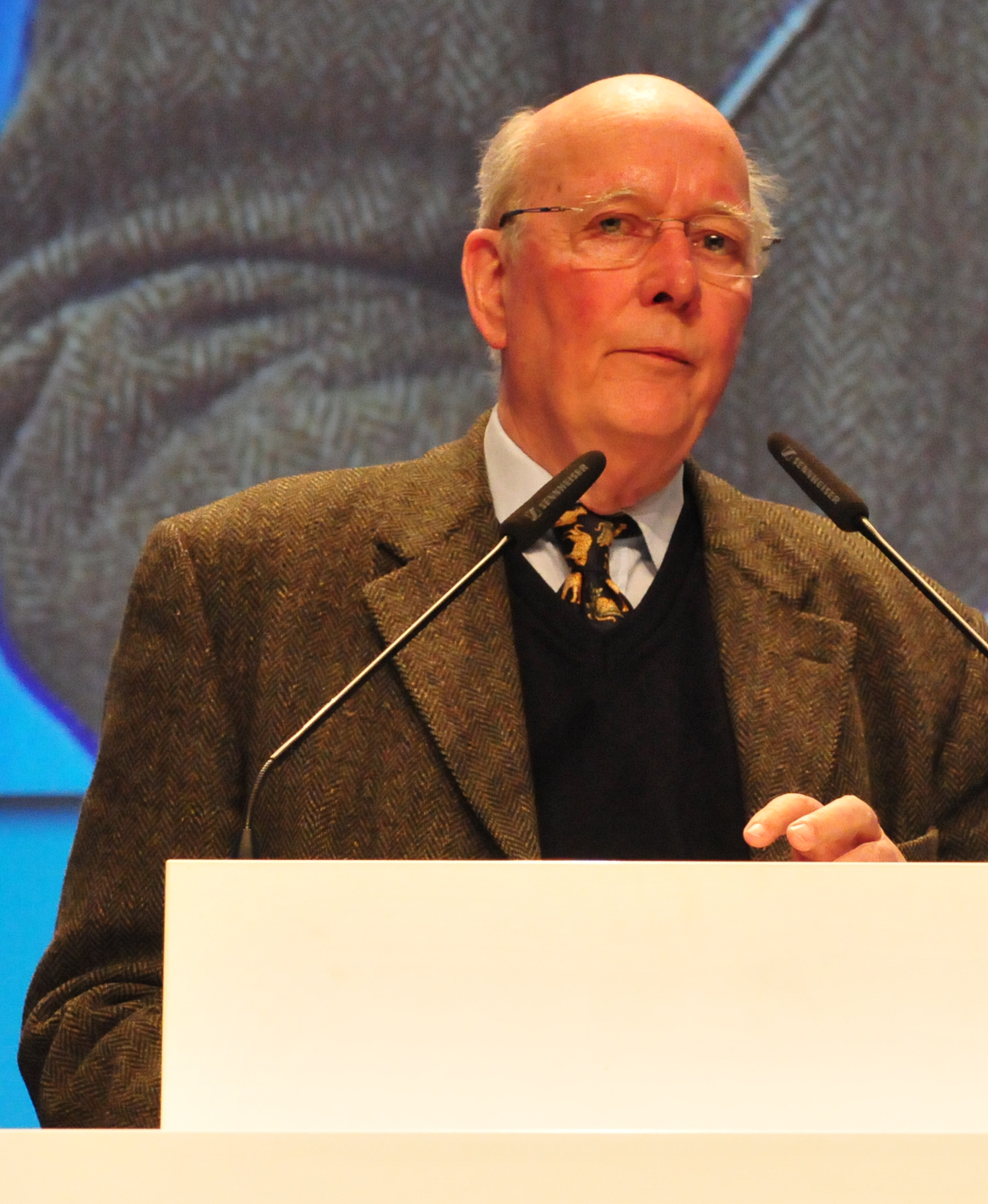
Carl Christian von Weizsäcker, 2015

Carl Christian Freiherr von Weizsäcker (* 28. Januar 1938 in Berlin) ist ein deutscher Volkswirt und emeritierter Professor für Volkswirtschaftslehre an der Universität zu Köln.

## Leben
Weizsäcker entstammt dem pfälzisch-württembergischen Geschlecht Weizsäcker. Sein Großvater war der Diplomat Ernst von Weizsäcker, sein Vater der Physiker und Philosoph Carl Friedrich von Weizsäcker, seine Geschwister sind Ernst Ulrich von Weizsäcker, Elisabeth Raiser und Heinrich Wolfgang von Weizsäcker. Sein Onkel war der Bundespräsident Richard von Weizsäcker. Er hat mit seiner Frau Elisabeth, geborene von Korff, drei Kinder und lebt im Bonner Ortsteil Röttgen.
Weizsäcker studierte von 1957 bis 1961 in der Schweiz an der Universität Basel und promovierte dort 1961 zum Dr. phil. (Volkswirtschaftslehre). Von 1962 bis 1964 war er Forschungsstipendiat der Deutschen Forschungsgemeinschaft (MIT, Cambridge). Von 1964 bis 1965 war er Mitarbeiter am MPI für Bildungsforschung in Berlin. 1965 habilitierte er an der Universität Basel in Volkswirtschaftslehre.
Von 1965 bis 2003 arbeitete er als ordentlicher Professor der Volkswirtschaftslehre an den Universitäten Heidelberg (1965–1972), Massachusetts Institute of Technology (MIT 1968–1970 Full Professor), Bielefeld (1972–1974), Bonn (1974–1982), Bern (1982–1986) und in Köln (Ordinarius für Volkswirtschaftslehre von 1986 bis zu seiner Emeritierung 2003).

## Wirken
1979 wurde er in die American Academy of Arts and Sciences aufgenommen. Seit 1988 ist er ordentliches Mitglied der Academia Europaea. Er war Direktor des Energiewirtschaftlichen Instituts an der Universität zu Köln, Mitglied des Beirates der RWE Energie AG und Mitglied des Kuratoriums des Forums für Zukunftsenergien e. V. In den Jahren 1982–1988 war er Mitglied im Kronberger Kreis, dem wissenschaftlichen Beirat der Stiftung Marktwirtschaft. Der Wettbewerbstheoretiker und -politiker war 1989 bis 1998 Vorsitzender der deutschen Monopolkommission. 1999 wurde Carl Christian von Weizsäcker in die Nordrhein-Westfälische Akademie der Wissenschaften und der Künste aufgenommen, zudem ist er Mitglied der Deutschen Akademie der Technikwissenschaften (Acatech). Nach seiner Emeritierung im Jahr 2003 ist er seit 2004 „Senior Research Fellow“ am Bonner Max-Planck-Institut zur Erforschung von Gemeinschaftsgütern. Er ist Mitglied im Wissenschaftlichen Beirat des Bundesministeriums für Wirtschaft und Energie.
Zuletzt setzte sich von Weizsäcker mit Problemen der Weltfinanz- und Eurokrise auseinander. Er vertritt, auch in Bezug auf die „Savings-Glut-These“,  die kapitaltheoretisch begründete These, wonach der gleichgewichtige Realzins negativ, also kleiner null, sein kann. Ersparnis und Investitionen sind im Gleichgewicht beim Gleichgewichtszinssatz gleich, dieser Gleichgewichtsrealzinssatz wäre derzeit aber nach von Weizsäcker kleiner null. Kann bei Preisstabilität der Realzins nicht unter null sinken, ist die Ersparnis größer als die Nachfrage nach Investitionen. Die Lücke muss dann über eine höhere Staatsverschuldung geschlossen werden.

## Politik
Ende der 1960er Jahre war von Weizsäcker eingetragenes Mitglied der SPD. Seit ihrer Gründung im August 2010 bis 21. Dezember 2011 war von Weizsäcker Mitglied der Grundsatzkommission der Freien Demokratischen Partei (FDP).

## Ehrungen
- 1999: Verdienstkreuz 1. Klasse des Verdienstordens der Bundesrepublik Deutschland
- 2014: Gustav-Stolper-Preis des Vereins für Socialpolitik.[7]

## Schriften
- Barriers to Entry. A Theoretical Treatment, in: Lectures Notes in Economics and Mathematical Systems, Nr. 185, Heidelberg 1980
- The Costs of Substitution, in: Econometrica, Nr. 5, Vol 52, Sept. 1984
- Zeitpräferenz und Delegation, in: Zeitschrift für Wirtschaftspolitik, 1994
- Das Gerechtigkeitsproblem in der Sozialen Marktwirtschaft, in: Zeitschrift für Wirtschaftspolitik, 1998
- Logik der Globalisierung, Göttingen 1999
- Argumente Nr. 066 – Über Marktwirtschaft und Marktgesellschaft. Gedanken anläßlich des Schröder-Blair-Papiers, Bad Homburg 2000
- Hayek und Keynes: Eine Synthese, in: ORDO – Jahrbuch für die Ordnung von Wirtschaft und Gesellschaft, Band 56, Stuttgart 2005.
- Sparen und Investieren im 21. Jahrhundert. Die Große Divergenz, mit Hagen Krämer, Springer Gabler 2019